# Badische VI b
| Badische VI b DR-Baureihe 751–3 | Badische VI b DR-Baureihe 751–3                        | Badische VI b DR-Baureihe 751–3            | Badische VI b DR-Baureihe 751–3            | Badische VI b DR-Baureihe 751–3            |
| ------------------------------- | ------------------------------------------------------ | ------------------------------------------ | ------------------------------------------ | ------------------------------------------ |
| Badische VI b Nr. 279           |                                                        |                                            |                                            |                                            |
| bad. Gattung:                   | VI b 1–5                                               | VI b 6–7                                   | VI b 8–9                                   | VI b 10–11                                 |
| Nummerierung:                   | 15…360 DR: 75 101–136 75 141–161 75 171–179 75 181–190 | 45…379 DR: 75 191–195 75 201–216           | 51…812 DR: 75 221–233 75 241–258           | 1133–1152, 1193–1214 DR: 75 261–302        |
| Anzahl:                         | 74                                                     | 23                                         | 34                                         | 42                                         |
| Hersteller:                     | Maffei, MBG Karlsruhe                                  | MBG Karlsruhe                              | MBG Karlsruhe                              | MBG Karlsruhe                              |
| Baujahr(e):                     | 1900–1903                                              | 1904, 1906                                 | 1907, 1908                                 | 1921, 1923                                 |
| Ausmusterung:                   | 1933–1965                                              | 1933–1965                                  | 1933–1965                                  | 1933–1965                                  |
| Bauart:                         | 1’C1’ n2t                                              | 1’C1’ n2t                                  | 1’C1’ n2t                                  | 1’C1’ n2t                                  |
| Gattung:                        | Pt 35.14                                               | Pt 35.14                                   | Pt 35.14                                   | Pt 35.14                                   |
| Spurweite:                      | 1435 mm                                                | 1435 mm                                    | 1435 mm                                    | 1435 mm                                    |
| Länge über Puffer:              | 11.764 mm                                              | 11.764 mm                                  | 11.764 mm                                  | 11.764 mm                                  |
| Höhe:                           | 4150 mm                                                | 4150 mm                                    | 4150 mm                                    | 4150 mm                                    |
| Gesamtradstand:                 | 8400 mm                                                | 8400 mm                                    | 8400 mm                                    | 8400 mm                                    |
| Kuppelachstand:                 | 1700 mm                                                | 1700 mm                                    | 1700 mm                                    | 1700 mm                                    |
| Leermasse:                      | 52,1 t                                                 | 51,6 t                                     | 50,8 t                                     | 51,8 t                                     |
| Dienstmasse:                    | 65,3 t                                                 | 64,2 t                                     | 64,3 t                                     | 67,3 t                                     |
| Reibungsmasse:                  | 42,2 t                                                 | 42,2 t                                     | 42,2 t                                     | 42,3 t                                     |
| Radsatzfahrmasse:               | 14,1 t                                                 | 14,1 t                                     | 14,1 t                                     | 14,1 t                                     |
| Höchstgeschwindigkeit:          | 80 km/h                                                | 80 km/h                                    | 80 km/h                                    | 80 km/h                                    |
| Kuppelraddurchmesser:           | 1480 mm                                                | 1480 mm                                    | 1480 mm                                    | 1480 mm                                    |
| Laufraddurchmesser:             | 990 mm                                                 | 990 mm                                     | 990 mm                                     | 990 mm                                     |
| Steuerungsart:                  | Heusinger                                              | Heusinger                                  | Heusinger                                  | Heusinger                                  |
| Zylinderanzahl:                 | 2                                                      | 2                                          | 2                                          | 2                                          |
| Zylinderdurchmesser:            | 435 mm                                                 | 435 mm                                     | 435 mm                                     | 435 mm                                     |
| Kolbenhub:                      | 630 mm                                                 | 630 mm                                     | 630 mm                                     | 630 mm                                     |
| Kesselüberdruck:                | 13 bar                                                 | 13 bar                                     | 13 bar                                     | 13 bar                                     |
| Anzahl der Heizrohre:           | 189                                                    | 185                                        | 185                                        | 189                                        |
| Heizrohrlänge:                  | 4050 mm                                                | 4050 mm                                    | 4050 mm                                    | 4050 mm                                    |
| Rostfläche:                     | 1,83 m²                                                | 1,83 m²                                    | 1,83 m²                                    | 1,83 m²                                    |
| Strahlungsheizfläche:           | 8,0 m²                                                 | 8,0 m²                                     | 8,25 m²                                    | 8,7 m²                                     |
| Rohrheizfläche:                 | 108,21 m²                                              | 105,92 m²                                  | 105,92 m²                                  | 108,21 m²                                  |
| Verdampfungsheizfläche:         | 116,21 m²                                              | 113,92 m²                                  | 114,17 m²                                  | 116,91 m²                                  |
| Wasservorrat:                   | 7 m³                                                   | 7 m³                                       | 7 m³                                       | 7 m³                                       |
| Brennstoffvorrat:               | 3 t Kohle                                              | 3 t Kohle                                  | 3 t Kohle                                  | 3 t Kohle                                  |
| Bremsen:                        | Westinghouse-Druckluftbremse, Henry-Bremse             | Westinghouse-Druckluftbremse, Henry-Bremse | Westinghouse-Druckluftbremse, Henry-Bremse | Westinghouse-Druckluftbremse, Henry-Bremse |
| Geschwindigkeitsmesser:         | Haußhälter oder Klose                                  | Haußhälter oder Klose                      | Haußhälter oder Klose                      | Haußhälter oder Klose                      |

Die Badische VI b war die erste deutsche Tenderlokomotive mit der Achsfolge 1'C1'. Sie wurde von Maffei für die Großherzoglich Badischen Staatseisenbahnen entwickelt, um den Betrieb unter anderem auf der Höllentalbahn zu verbessern.
Von den 131 Lokomotiven wurden 122 von der Deutschen Reichsbahn übernommen und in die Baureihe 751 eingeordnet. In den Jahren 1921 und 1923 wurden nochmals weitere 42 Lokomotiven geliefert. In den Bestand der Deutschen Bundesbahn gelangten 117 Fahrzeuge. Bis 1962 wurden alle Maschinen ausgemustert. Die Deutsche Reichsbahn im Gebiet der DDR beheimatete sieben Maschinen, die bis 1965 ausgemustert wurden.

## Geschichte
Auf der ab 1. April 1902 als Hauptbahn eingestuften Höllentalbahn war ein 6,5 Kilometer langer Abschnitt mit einer Steigung von 55 ‰ zu bewältigen. Dafür standen die Zahnradlokomotiven der Gattung IX a zur Verfügung. Die Geschwindigkeiten dieser Lokomotiven auf den Zahnrad- und Adhäsionsstrecken waren für das gestiegene Verkehrsaufkommen zu gering. Die neuen Lokomotiven sollten auf der gesamten Strecke durchlaufen und auf dem Steilstück nur noch durch die Zahnradlokomotiven nachgeschoben werden müssen. Basierend auf den Erfahrungen in Österreich mit Lokomotiven der Achsfolge 1’C1’ (kkStB 30) bestellten die Badischen Staatsbahnen bei Maffei 15 Lokomotiven dieser Bauart. Die Lokomotiven besaßen entscheidende Vorteile gegenüber den gleichzeitig gelieferten Lokomotiven der Gattung VI a mit der Achsfolge 1’C. So besaßen die Lokomotiven relativ identische Laufeigenschaften bei Vor- und Rückwärtsfahrten. Die Lokomotiven sollten nicht nur auf der Höllentalbahn zum Einsatz kommen, sondern auf dem gesamten badischen Streckennetz. Dafür sollte die maximale Radsatzfahrmasse von 13,5 t nicht überschritten werden.
Die Maschinen konnten in der Ebene einen 145 Tonnen schweren Zug mit 80 km/h und auf einer 20 ‰-Steigung einen 135 Tonnen schweren Zug mit 30 km/h ziehen. Aufgrund ihrer universellen Einsatzfähigkeit war die Lokomotive auch vor Eilgüterzügen und leichten Schnellzügen anzutreffen. Die errechnete Zugkraft betrug rund 49 kN und die Lokomotive hatte eine Leistung von rund 550 PS.
Nach der ersten Lieferserie von Maffei folgten die weiteren Fertigung der Lokomotiven bei der Maschinenbau-Gesellschaft Karlsruhe. Bis 1908 wurden in acht Lieferserien 116 Lokomotiven abgeliefert. 1921 und 1923 wurden nochmals 42 Lokomotiven von der Deutschen Reichsbahn beschafft.
Eingesetzt wurden die Lokomotiven in fast allen Zugdiensten auf allen Haupt- und Nebenstrecken. Neun Lokomotiven mussten nach dem Ersten Weltkrieg als Reparation abgegeben werden. Die Lokomotiven kamen zur Réseau ferroviaire d’Alsace-Lorraine sowie nach Belgien. In Belgien wurden sie zuerst bei der Gesellschaft Nord Belge in die Reihe 80 und später bei der SNCB als Reihe 49 eingeordnet. 1928 waren noch alle Lokomotiven im Bereich der Reichsbahndirektion Karlsruhe (Netz der früheren badischen Staatsbahn) beheimatet. Die ersten Ausmusterungen erfolgten 1933. Bis 1935 ging der Bestand auf 139 Lokomotiven zurück. 1935 bis 1937 wurden fünf Maschinen an die Kreis Oldenburger Eisenbahn verkauft. Nach deren Verstaatlichung 1941 erhielten diese Lokomotiven ihre ursprüngliche Bezeichnung zurück. Diese Lokomotiven waren ab dieser Zeit in der Reichsbahndirektion Schwerin beheimatet. 1938 wurde außerdem eine Lokomotive an die Hohenzollerische Landesbahn verkauft.
Die von der Deutschen Bundesbahn übernommenen 117 Lokomotiven wurden bis 1957 weitgehend ausgemustert. Als letzte Lokomotive wurde 1962 die 75 299 außer Dienst genommen. Die bei der Deutschen Reichsbahn verbliebenen sieben Lokomotiven wurden bis 1965 ausgemustert.

## Konstruktive Merkmale
Im Lauf der verschiedenen Lieferserien wurden verschiedene Änderungen an der Konstruktion vorgenommen. So ergeben sich teilweise unterschiedliche Fahrzeuglängen und -massen. Auch die Höhe des Kessels über der Schienenoberkante und die Gestaltung der Wasserkästen variiert.
Der genietete Blechrahmen bestand aus 20 mm dicken Platten. Über den Achslagern befanden sich Versteifungen aus 12 mm dickem Blech.
Der Kessel war als Crampton-Kessel ausgeführt. Der Langkessel bestand aus zwei Schüssen. Auf dem vorderen Kesselschuss befanden sich zwei Dampfdome. Die beiden Dome waren durch ein Rohr verbunden. Die Feuerbüchse war tief zwischen die beiden Rahmenwangen eingezogen. Für den Einsatz auf Steilstrecken erhielt die Maschinen der ersten sechs Lieferserien eine nach hinten geneigte Feuerbüchse. Die nachfolgenden Serien besaßen eine waagerechte Feuerbüchse. Die Kesselspeisung erfolgte durch zwei nichtsaugende Friedmann-Dampfstrahlpumpen, die zwischen den Dampfdomen angeordnet waren.

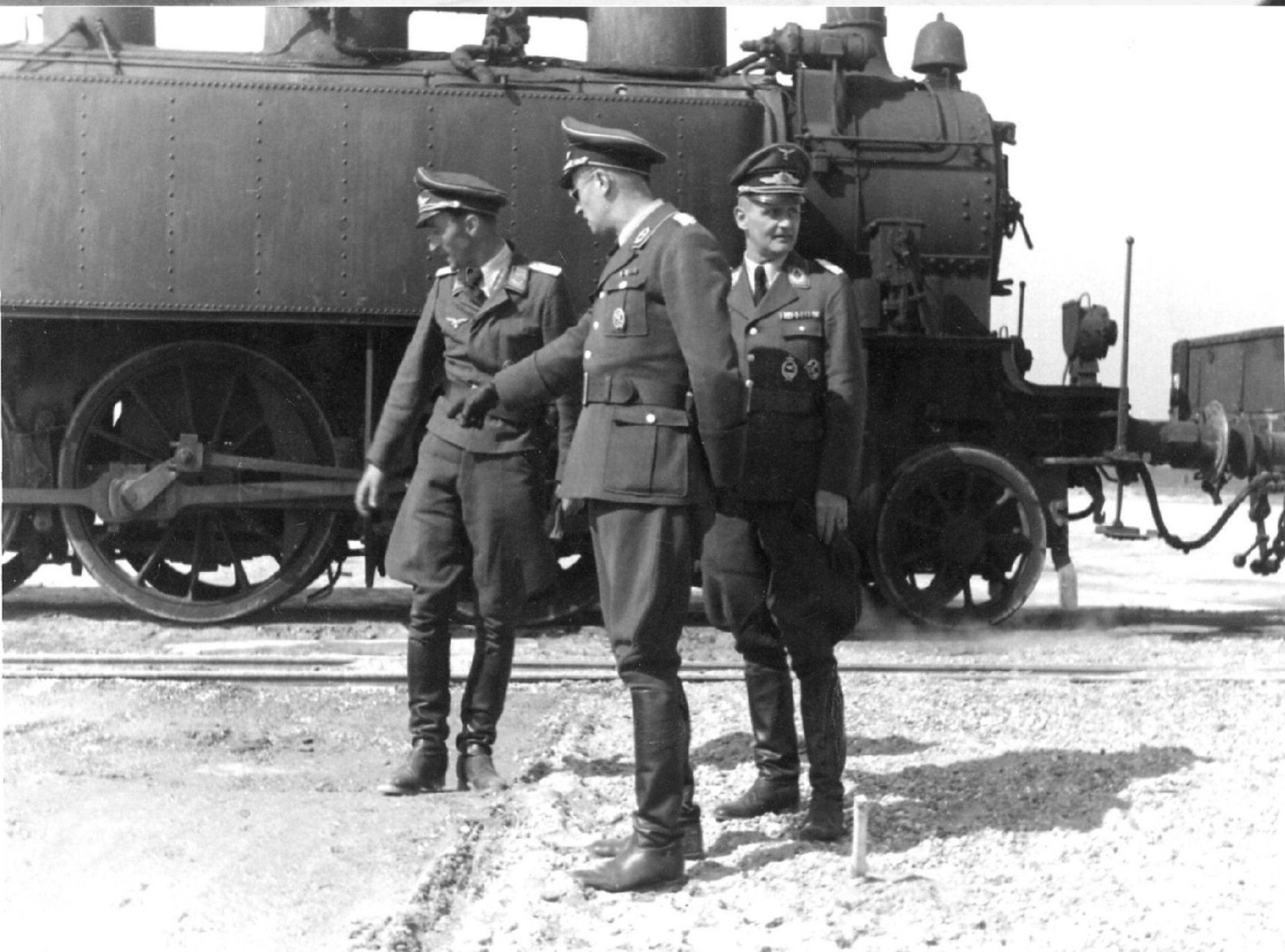
DR 75 252, Bad. VIb, Reihe 9, Bj. 1908 des Bw Lauda, 1944

Das waagerecht angeordnete Zweizylinder-Nassdampftriebwerk arbeitete auf die zweite Kuppelachse. Die Kreuzkopfführung war bis zur neunten Lieferserie zweischienig, danach einschienig. Die Heusingersteuerung war außenliegend. Besaßen die Lokomotiven der Lieferserien 1 bis 9 einen Flachschieber, waren die Lieferserien 10 und 11 mit einem Kolbenschieber mit Kuhnscher Schleife ausgerüstet.
Die Lokomotiven verfügten über eine Sechspunktabstützung. Die Kuppelradsätze hatten unter den Achslagern liegende Blattfedern, die Laufradsätze über den Achslagern liegende Blattfedern. Die Laufradsätze waren mittels eines Ausgleichshebels mit dem danebenliegenden Kuppelradsatz verbunden. Die Laufradsätze waren als Adams-Achse konstruiert und hatten eine Seitenverschiebbarkeit von jeweils 60 mm. Der mittlere Kuppelradsatz besaß eine Spurkranzschwächung.

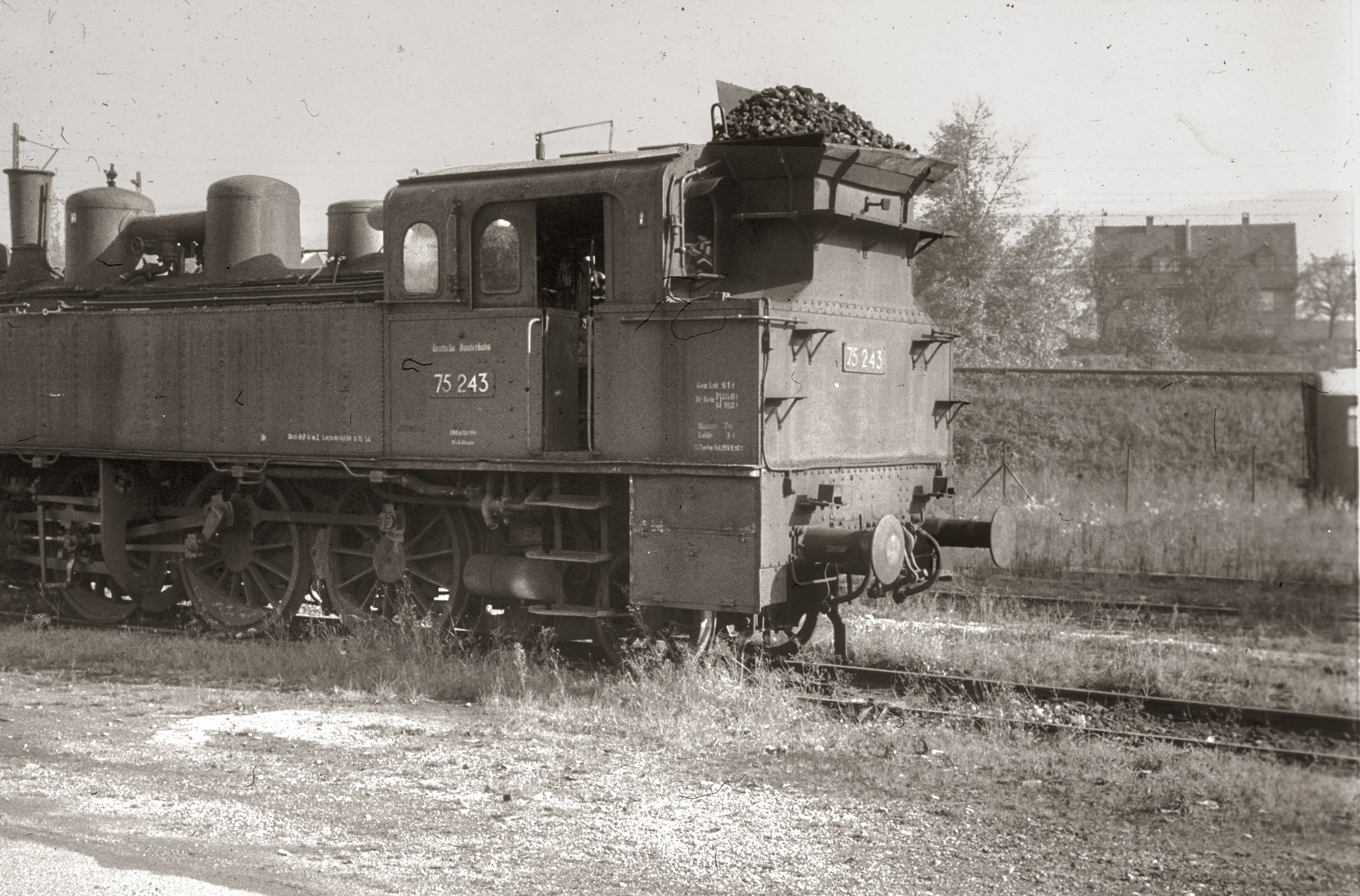
75 243 im Mai 1954 in Haltingen

Der Sandkasten saß auf dem hinteren Kesselschuss. Es wurden entweder der mittlere oder der hintere Kuppelradsatz gesandet. Der Kohlevorrat von zwei Tonnen konnte durch einen später angebrachten Aufsatz um drei Tonnen erhöht werden.
Die ersten Serien erhielten eine Gegendruckbremse für den Steilstreckenbetrieb.
Die von der DR nachbestellten Lokomotiven unterschieden sich durch vorne abgeschrägte Wasserkästen mit einem Ausschnitt. Außerdem hatten sie einen nur einschienig geführten Kreuzkopf und einen Kolbenschieber.